# Wak wad Nyadwai
Wak Nyadwai Tugo
Wak wad Nyadwai (ou Wak, fils de Nyadwai, fils de Tugo) ou Wage est le quatorzième souverain du peuple Shilluk, une ethnie africaine du Soudan du Sud fondée par le demi-dieu Nyikang. Wak a exercé son pouvoir entre 1750 et 1760. Ces dates sont approximatives car faute de sources écrites pour cette période, seule la tradition orale locale peut être évoquée comme source historique.

## Règne
Le règne du roi Wak est très peu renseigné et ne dura environ qu'une dizaine d'années, entre 1750 et 1760. Sa dépouille est enterrée à Adidyang où se trouve son temple funéraire. Selon le missionnaire Wilhelm Hofmayr en poste auprès des Shilluk entre 1906 et 1916, même en ce lieu les autochtones n'ont guère conservé de souvenirs de ce souverain. Les descendants de Wak ont été exclus de la succession royale et ont été intégrés à la caste des Ororo.